# معركة تقاطع مورتيمر
معركة تقاطع موتيمير (بالإنجليزية: Battle of Mortimer's Cross)‏ هي إحدى معارك حرب الوردتين حدثت في 2 فبراير من عام 1461م. انتصر فيها جيش أسرة يورك بقيادة الملك إدوارد الرابع على جيش أسرة لانكاستر. اختلفت الآراء عن المكان الذي وقعت فيه هذه المعركة. 